# 朱忠明
朱忠明（1972年4月—），男，汉族，浙江海宁人，中华人民共和国政治人物，武汉大学经济学院财政与审计系审计学专业毕业，大学学历，公共管理硕士。曾任湖南省人民政府党组成员、副省长，中华人民共和国财政部党组成员、副部长，现任中共上海市委副书记、政法委书记。

## 生平
1993年自武汉大学经济学院财政与审计系审计学专业毕业后，進入浙江省财政厅工作，曾官至省财政厅副厅长，期间在浙江大学经济学院公共管理专业在职学习，获公共管理硕士学位，且参加了中共中央党校中青年干部培训班。2012年1月，调任温州市人民政府副市长，同年8月任中共温州市委常委、瓯江口新区开发建设管委会党委书记。2015年7月，任浙江省审计厅党组副书记、副厅长。2017年4月，升任浙江省审计厅党组书记、厅长。2018年3月至7月，在中共中央党校中青年干部培训班学习。2020年1月，改任浙江省财政厅党组书记、厅长。
2020年4月，跨省升任湖南省人民政府党组成员、副省长。2021年7月，进京赴任财政部党组成员、副部长。
2024年7月，空降沪上担任中共上海市委委员、常委、副书记，同年8月兼任市委政法委书记。